# الحرافشة
قرية الحرافشة هي إحدى القرى التابعة لمركز جهينة بمحافظة سوهاج في جمهورية مصر العربية. حسب إحصاءات سنة 2006، بلغ إجمالي السكان في الحرافشة 3740 نسمة، منهم 1924 رجل و1816 امرأة.